# Odontomolgus
Odontomolgus is een geslacht van eenoogkreeftjes uit de familie van de Anchimolgidae. De wetenschappelijke naam van het geslacht is voor het eerst geldig gepubliceerd in 1972 door Humes & Stock.

## Soorten
- Odontomolgus actinophorus (Humes & Frost, 1964)
- Odontomolgus bulbalis Humes, 1991
- Odontomolgus campulus (Humes & Ho, 1968)
- Odontomolgus decens Humes, 1978
- Odontomolgus exilipes Kim I.H., 2003
- Odontomolgus flammeus Kim I.H., 2007
- Odontomolgus forhani Humes, 1978
- Odontomolgus fultus Humes, 1978
- Odontomolgus geminus Kim I.H., 2003
- Odontomolgus mucosus Kim I.H., 2006
- Odontomolgus mundulus Humes, 1974
- Odontomolgus parvus Kim I.H., 2007
- Odontomolgus pavonus Kim I.H., 2007
- Odontomolgus pumilus Humes, 1992
- Odontomolgus rhadinus (Humes & Ho, 1967)
- Odontomolgus scitulus Humes, 1973
- Odontomolgus unioviger Kim I.H., 2006